# Stazione di Moorgate
La stazione della metropolitana di Moorgate, servita dalle linee Circle, Hammersmith & City, Metropolitan e Northern, funge anche da stazione ferroviaria della National Rail sita nella Città di Londra nel quartiere di Moorgate a nord del London Wall. Fu infatti concepita come stazione della metropolitana, e risulta ancora oggi integrata con la corrispondente fermata della Northern Line.
In un primo momento la stazione era stata chiamata "Moorgate Street". Essa è stazione terminale per i treni della First Capital Connect provenienti da Hertford, Welwyn Garden City e Letchworth. Essa fu teatro dell'incidente ferroviario del 1975 in cui persero la vita 46 viaggiatori e 74 rimasero feriti.
I binari sono posti su due livelli interrati: il primo accoglie le tre linee del percorso della Circle oltre ai binari abbandonati del soppresso servizio del Thameslink, mentre in profondità si trovano le due linee Northern.

## Storia

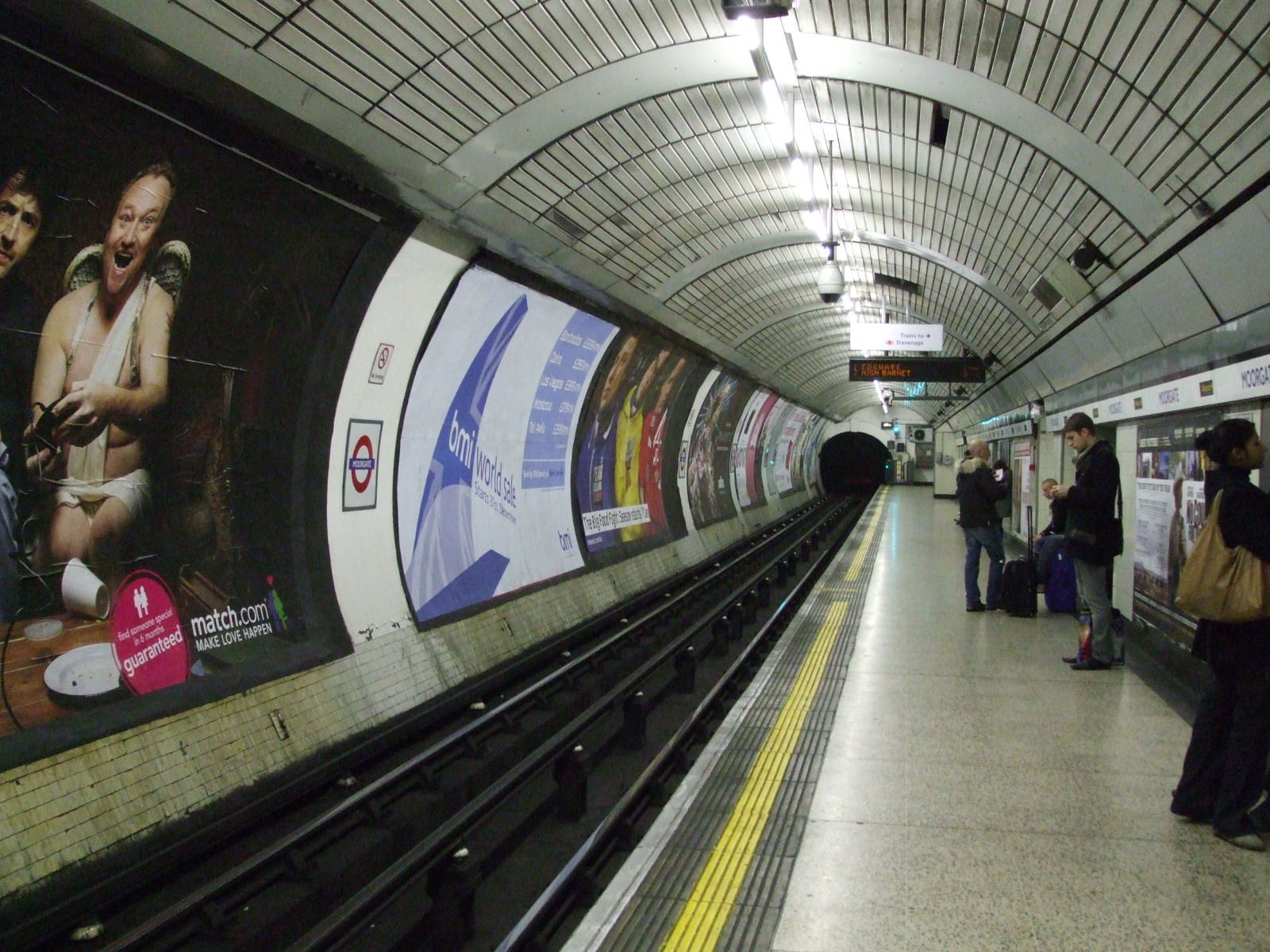
Piattaforma nord sulla Northern line

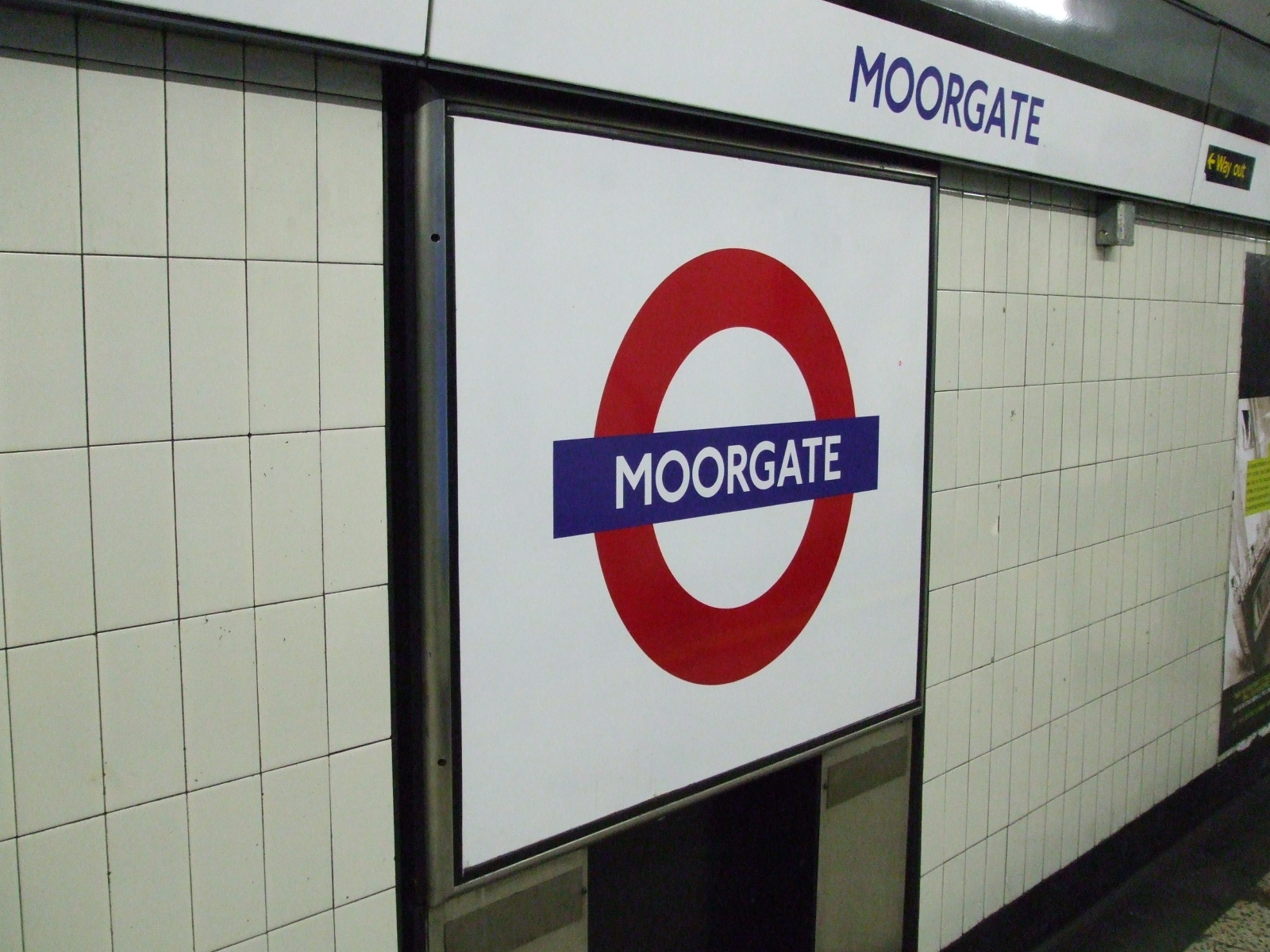
Logo della Metropolitana di Londra sulla piattaforma della Northern line.

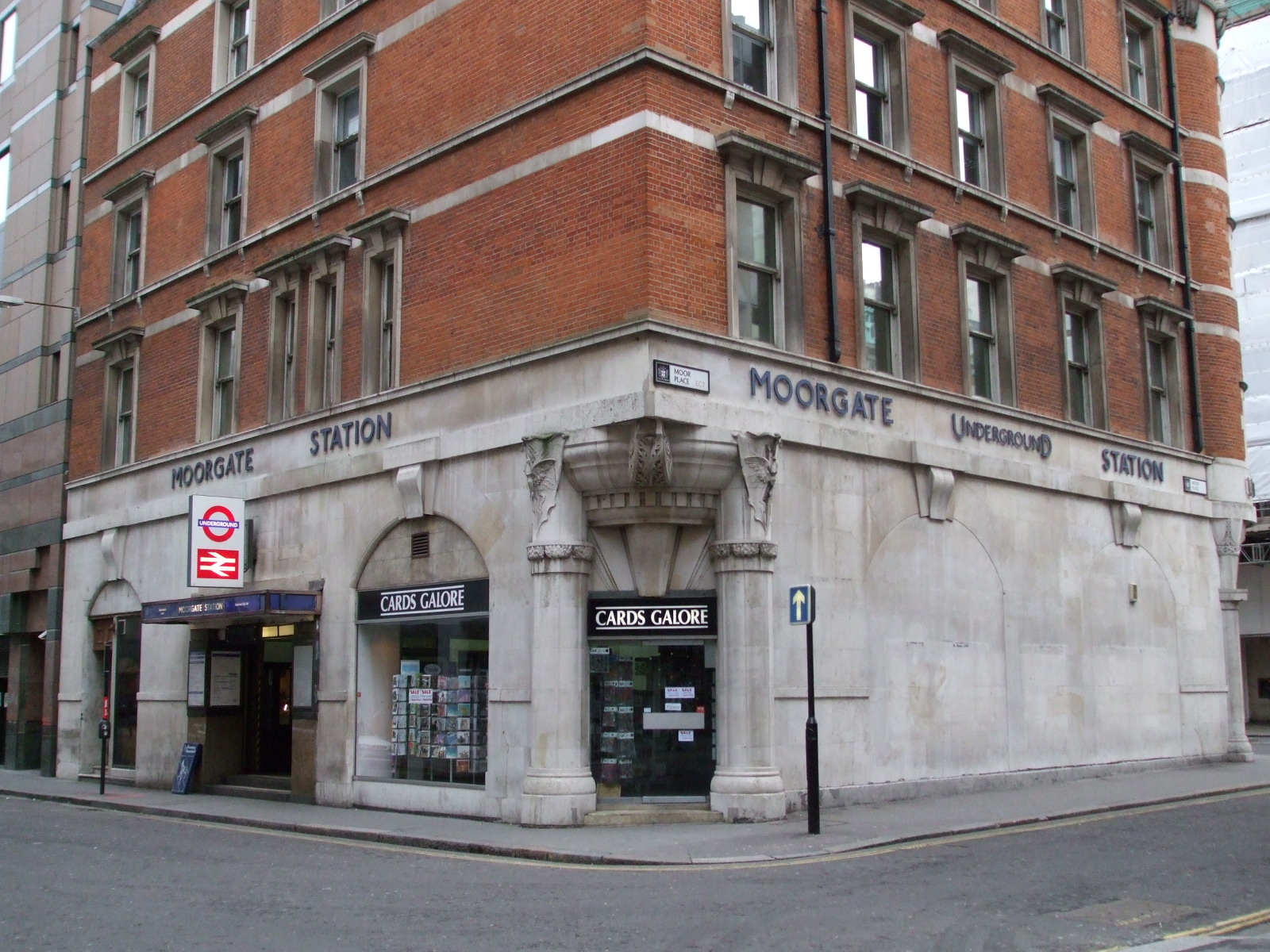
Il lato ovest dell'edificio principale della stazione.

La stazione di Moorgate è stata aperta, per la prima volta, dalla Metropolitan Railway nel dicembre del 1865 quando si estendeva lungo il suo percorso originale tra Paddington e Farringdon; a oggi, questa stazione è oggi parte della rete metropolitana di Londra.
La crescita del traffico da parte di altre compagnie, inclusa crescita del traffico di merci, ha portato al quadruplicamento della linea tra King's Cross e Moorgate, nel 1868; questa linea è stata chiamata City Widened Lines. I servizi suburbani provenienti dalle ferrovie della Midland Railway passavano dalla stazione di Kentish Town, mentre quelli provenienti dalle ferrovie della Great Northern Railway dalla stazione di King's Cross. I servizi della British Rail per Moorgate erano inizialmente effettuati da treni a vapore. Successivamente si è iniziato a utilizzare unità multiple a gasolio costruita dalla Cravens e la locomotiva Classe 31 della British Rail per trasportare vagoni senza mantice, che rimase in funzione fino alla metà degli anni settanta.
I binari della Northern line sono stati aperti dalla City & South London Railway (C&SLR) nel febbraio del 1900 e la stazione è stata denominata come Moorgate Street. Questa stazione era il capolinea settentrionale dei servizi provenienti da Stockwell, a sud del Tamigi. La linea è stata estesa verso Angel l'anno successivo.
La Northern City Line per Moorgate è stata aperta dalla Great Northern & City Railway (GN&CR) nel febbraio del 1904 e offriva un servizio per Finsbury Park. La tratta è stata costruita in galleria sotterranea, ma con un diametro maggiore per permettere il transito dei treni che viaggiano sulle tratte nazionali (in contrasto con la maggior parte delle gallerie della metropolitana londinese hanno diametro minore). Comunque, i servizi che erano stati pianificati diretti verso la principale linea della Great Northern Railway non sono mai stati implementati e la ferrovia è rimasta una breve tratta tra Moorgate e Finsbury Park, successivamente ulteriormente accorciata solo tra Moorgate e Drayton Park, per permettere la costruzione della Victoria line negli anni sessanta.
La stazione di Moorgate è stata completamente rinnovata a livello dei binari e a livello stradale negli anni sessanta. Il riallineamento delle banchine di 460 metri ha permesso il raddrizzamento della linea per Barbican, spostandola verso sud, per facilitare lo sviluppo del Barbican Estate.
Quarantatré persone sono rimaste vittime e settantaquattro gravemente ferite nell'incidente che ha avuto teatro nella stazione di Moorgate il 28 febbraio 1975, quando un treno della Northern City Line diretto verso sud s'è schiantato contro un respingente alla fine della linea, dentro una galleria oltre alla banchina della stazione.
Questa è stata il più grande incidente in termini di perdite di vite umane nella storia della rete metropolitana londinese durante i periodi di pace e il più grande incidente della rete ferroviaria nazionale in assoluto.
La British Rail (sezione regionale est) ha preso controllo della Northern City line, sottraendo la gestione da London Underground nel 1975, come parte del progetto di elettrificazione delle linee suburbane della Great Northern. Il ramo di Highbury della Northern line è stato interrotto e i servizi da Finsbury Park a Moorgate sono stati deviati dalle City Widened lines alla Northern City line l'anno successivo. Le City Widened lines sono state rinominate Moorgate line quando, nel 1982, è stata installata l'elettrificazione via aerea; l'elettrificazione permetteva così ai servizi della Midland City Line provenienti dalla Midland Main line da Bedford di arrivare a Moorgate, come parte del servizio della Thameslink. Tuttavia, il ramo del servizio Thameslink di Moorgate è stato permanentemente chiuso nel dicembre del 2009 come parte del Programma Thameslink del costo di 6 miliardi di sterline: le banchine della stazione di Farringdon sono state estese al di sopra dei binari diretti verso il ramo di Moorgate, rendendo impossibile il passaggio dei treni in questo ramo. Comunque, a ottobre del 2013, nella stazione di Moorgate continuava a esserci il cartello al binario 2, indicante i "Treni per Bedford" e una freccia che indirizza verso un binario ormai in disuso.

### Progetti
Il progetto del Crossrail prevede che la biglietteria occidentale della futura stazione di Liverpool Street sarà situata appena a est della stazione di Moorgate. Al contempo sarà realizzato un interscambio che permetterà di collegare Moorgate alla Central line, a Liverpool Street.

## Strutture e impianti

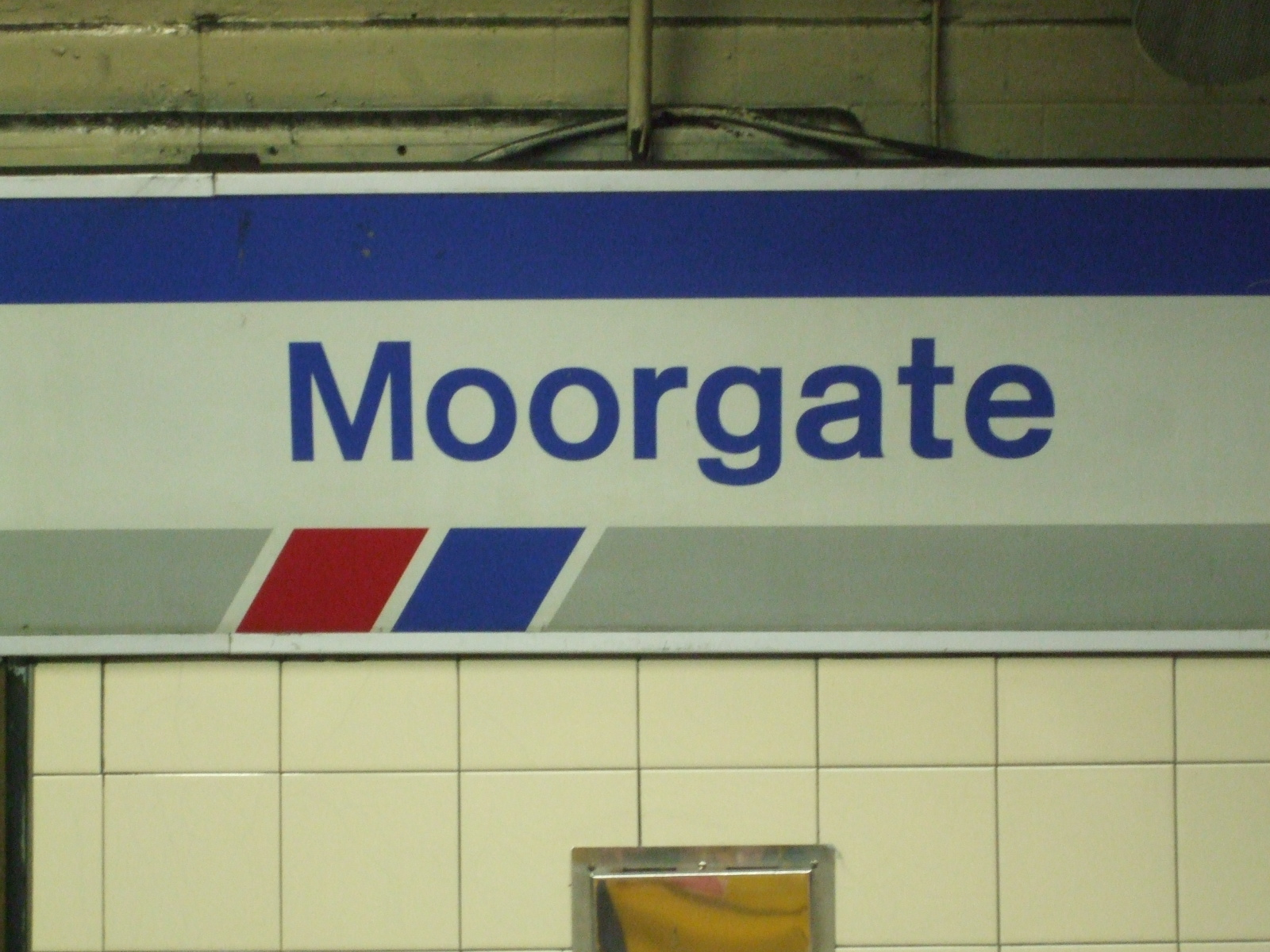
Indicazione della stazione Great Northern (First Capital Connect). Si noti l'iscrizione vecchio stile.

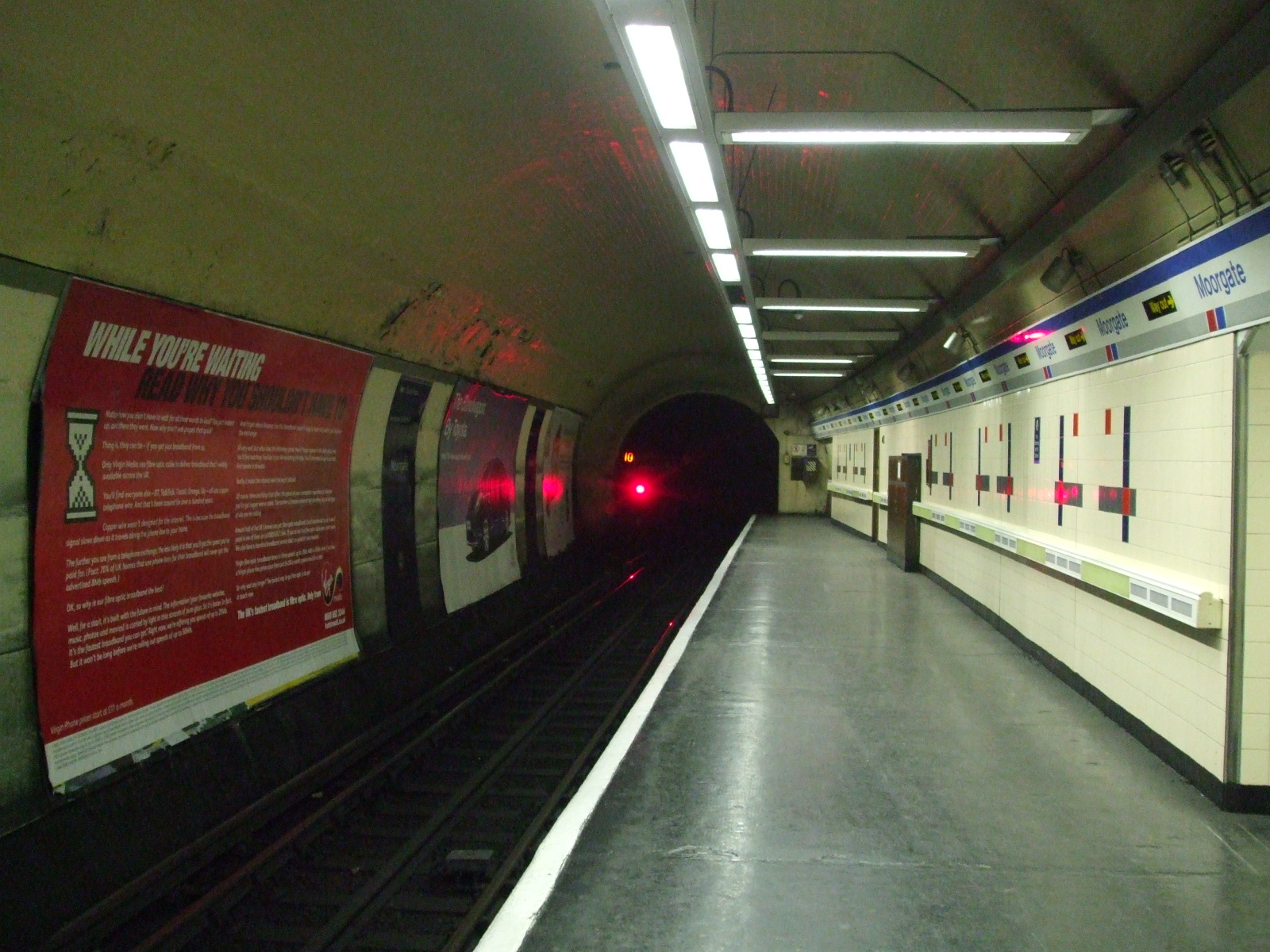
Piattaforma nord sulla Great Northern (First Capital Connect)

### Piattaforme sotterranee
Le piattaforme delle linee Circle line, Hammersmith & City line, Metropolitan line e Thameslink sono inserite in una trincea coperta.
I treni della Thameslink avevano gli abbandonati binari 5 e 6, paralleli alle banchine 1 e 2 utilizzate da Circle, Hammersmith, City e Metropolitan (passanti) 3 e 4 (di testa).
Completamente ricostruita ed ampliata a sei piattaforme negli anni sessanta, la stazione venne aperta originariamente nel 1865 dalla Metropolitan and Metropolitan District Railways, come prima estensione della linea fra Paddington e Farringdon.

### Piattaforme in profondità
Le piattaforme della Northern line vennero aperte dalla City & South London Railway (C&SLR) con il nome di "Moorgate Street" nel febbraio 1900 come capolinea del servizio da Stockwell a sud del Tamigi. La linea venne poi estesa ad Angel l'anno seguente. Questa linea è ospitata dalle piattaforme 7 & 8.
Proprio sopra questa linea sono ubicate le piattaforme 9 & 10 che servono la Northern City Line. Le indicazioni sulle pareti indicano "trains to Stevenage" (e non Northern City Line). Le piattaforme della Northern City Line vennero aperte dalla Great Northern & City Railway (GN&CR) nel febbraio 1904 con un servizio per Finsbury Park.
Dal 1934 fino al 1975 la Northern line operò la Northern City Line come diramazione Highbury. Il 28 febbraio 1975 un treno andò a cozzare sulle pareti del tunnel uccidendo 46 persone, il più grave disastro nella metropolitana di Londra in tempo di pace. A seguito di questo incidente, tutti i treni della metropolitana vennero dotati di un apparato di sicurezza denominato Moorgate Control.
Esiste uno studio per estendere la Northern City Line verso sud alla stazione di Lothbury, o di collegarla alla Waterloo and City Line alla stazione di Bank.

## Movimento
Moorgate è servita da servizi operati da Great Northern.
Di seguito vi è la tipica frequenza dei servizi di National Rail delle ore di morbida dei giorni feriali (lunedì-venerdì): 
- 3 treni all'ora per Welwyn Garden City via Potters Bar;
- 3 treni all'ora per Hertford North (uno all'ora viene prolungato fino a Letchworth Garden City).

Great Northern ha introdotto un servizio extraferiale a partire dal 13 dicembre 2015.
Si trova all'interno della Travelcard Zone 1.

## Interscambi
La stazione costituisce un importante interscambio con Circle line, Hammersmith & City line, Metropolitan line e Northern line della metropolitana di Londra.
Nelle vicinanze della stazione effettuano fermata alcune linee automobilistiche urbane ed extraurbane, gestite da London Buses.
- Fermata metropolitana (Moorgate, Circle, H'smith & City, Metropolitan e Northern line)
- Fermata autobus (linee 21, 43, 76, 100, 141, 153, 214, 271, N21, N76 e N133)[8]

## Servizi
La stazione dispone di:
- Biglietteria a sportello
- Biglietteria automatica
- Sportello bancomat (per sterline ed euro)
- Ufficio oggetto smarriti
- Telefono pubblico
- Stazione video sorvegliata